# Щодрово (Великопольське воєводство)
Щодрово (пол. Szczodrowo) — село в Польщі, у гміні Косцян Косцянського повіту Великопольського воєводства.
Населення — 175 осіб (2011).
У 1975-1998 роках село належало до Лешненського воєводства.

## Демографія
Демографічна структура станом на 31 березня 2011 року:
|          | Загалом | Допрацездатний вік | Працездатний вік | Постпрацездатний вік |
| -------- | ------- | ------------------ | ---------------- | -------------------- |
| Чоловіки | 89      | 20                 | 63               | 6                    |
| Жінки    | 86      | 18                 | 54               | 14                   |
| Разом    | 175     | 38                 | 117              | 20                   |